# Гончаров, Юрий Данилович
Юрий Данилович Гончаро́в (1923 — 2013) — русский писатель. Начинал с военной прозы, позже перешёл к деревенской.

## Биография
Родился 24 декабря 1923 года в Воронеже в семье крестьянина и деревенской учительницы. Участник Великой Отечественной войны. После тяжелого ранения в 1943 году вернулся в Воронеж. Первый сборник рассказов вышел в 1948 году. Член СП СССР с 1949 года.
Умер 20 февраля 2013 года. Похоронен в Воронеже на Коминтерновском кладбище.
Мемориальная доска Ю. Д. Гончарову установлена на д. 23 по улице Фридриха Энгельса.

## Сочинения
- Любимая наша земля, 1952
- Повесть о ровеснике, 1956
- Теперь — безымянные…(Неудача), 1964 (повесть о гибели под Воронежем 12 тысяч солдат; осуждалась в закрытом постановлении ЦК КПСС)
- Дезертир, 1965
- Старый хутор, 1966
- Нужный человек, 1973 (повесть об одаренном, перенесшем много страданий русском крестьянине после войны)
- Ожидания, 1985 (сборник рассказов)
- Большой марш, 1986
- дилогия «Бардадым — король черной масти» (1966) и «Волки» (1967) (в соавторстве с В. А. Кораблиновым)

## Награды и премии
- Государственная премия РСФСР имени М. Горького (1986) — за сборник рассказов «Ожидания» (1985)
- премия Союза писателей РСФСР (1980)
- областная Литературная премия имени А. П. Платонова (1997)
- орден Отечественной войны II степени (11.03.1985)
- орден Трудового Красного Знамени (23.12.1983)
- орден «Знак Почёта» (29.12.1973)
- медали
- Почётный гражданин Воронежа (2011)